# Big Mama (film)
Pour les articles homonymes, voir Big Mamma (homonymie).
Big Mama est un court métrage documentaire américain sorti en 2000. Il raconte le combat d'une femme de 89 ans pour conserver la garde de son petit-fils.
Il a reçu l'Oscar du meilleur court métrage documentaire en 2001.

## Synopsis
Le film suit 18 mois de la vie de Viola Dees, une vieille femme de 89 ans, qui tente de persuader les autorités de Los Angeles qu'elle est capable de s'occuper de son petit-fils âgé de 9 ans, dont la mère était dépendante de la drogue. Walter est un enfant perturbé par la mort de son père et la disparition de sa mère, et trouve un refuge affectif auprès de sa grand-mère.

## Fiche technique
- Réalisation : Tracy Seretean
- Musique : Bobby McFerrin, Rob Mounsey
- Image : Tamara Goldsworthy
- Distribution : California Newsreel
- Durée : 35 minutes

## Nominations et récompenses
- 2001 : Oscar du meilleur court métrage documentaire[2]
- 2001 : Crystal Heart Award au Heartland Film Festival
- 2001 : Golden Gate Award au Festival international de San Francisco